# فرودگاه شهری هالبروک
فرودگاه شهری هالبروک (به انگلیسی: Holbrook Municipal Airport) یک فرودگاه همگانی است که یک باند فرود آسفالت دارد و طول باند آن ۲۰۴۲ متر است. این فرودگاه در شهر هالبروک، آریزونا کشور ایالات متحده آمریکا قرار دارد و در ارتفاع ۱۶۰۴ متری از سطح دریا واقع شده‌است.